# Temple de Garnison
Le temple de Garnison est un édifice de culte situé square du Luxembourg, rue Belle-Isle à Metz en Moselle. Il s’agit d’un des monuments les plus hauts de la ville, son clocher mesurant près d’une centaine de mètres.

## Contexte historique
Pendant l’annexion, Metz se transforme sous l’action des autorités allemandes qui décident de faire de son urbanisme une vitrine de l’empire wilhelmien. 
L’éclectisme architectural se traduit par l’apparition de nombreux édifices de style néoroman tels la poste centrale, le temple protestant ou une nouvelle gare ferroviaire ; de style néogothique tels le portail de la cathédrale et le temple de Garnison, ou encore de style néo-Renaissance tel que le palais du Gouverneur.

## Construction et aménagements
Le temple est construit de 1875 à 1881 par les architectes Buschmann et Wilhelm Rettig (de) (1845–1920). Il se destine particulièrement aux soldats allemands de confession luthérienne. L’inauguration a lieu le 4 juillet 1881. 
L’église est bâtie en pierre de Jaumont dans le même matériau et même style gothique rayonnant que la cathédrale. Elle se compose d’une nef à trois vaisseaux parallèles et d’une tour centrale se situant sur la façade. Il possédait 2 400 places assises. 
Le choix du style néogothique ainsi que l’emploi de la pierre de Jaumont, matériau traditionnel des constructions messines, montrent que les options stylistiques des autorités allemandes de la période 1871–1888 s’inscrivent dans une continuité qui diffère de la volonté de germanisation par l’architecture nettement plus ostentatoire qui sera prônée par la suite — comme à travers l’exemple de l’édification du temple Neuf néoroman en calcaire gris. Néanmoins la presse s’émeut que la flèche du temple nargue la tour de la Mutte de la cathédrale, la dépassant d’un mètre.

## Affectations successives
Le temple est dès lors un lieu de culte actif. En 1902, le pasteur Albert Schweitzer, futur Prix Nobel de la paix, y donne un concert d'orgue. Le temple de Garnison est désaffecté après le retour de la Moselle à la France, en 1918. 
Il est partiellement détruit durant la Seconde Guerre mondiale par les bombardements des Alliés. Après un nouvel incendie, d'origine incertaine, en juin 1946, le Conseil municipal doit se prononcer, le 19 juillet 1946, sur l'avenir de l'édifice. 
Sa transformation en « Maison d’œuvres sociales » ou en « Bibliothèque municipale » est évoquée, mais des voix s’élèvent pour critiquer ces projets, pourtant utiles, et déplorer la hauteur de la tour, qui semble « narguer la cathédrale». 
Sa destruction totale est votée à une courte majorité, mais seuls la nef et le chœur seront détruits, en 1952, le coût de déconstruction étant plus élevé que prévu. 
Le clocher, dont la flèche culmine à 97 mètres, fait aujourd'hui partie du paysage urbain de la ville.

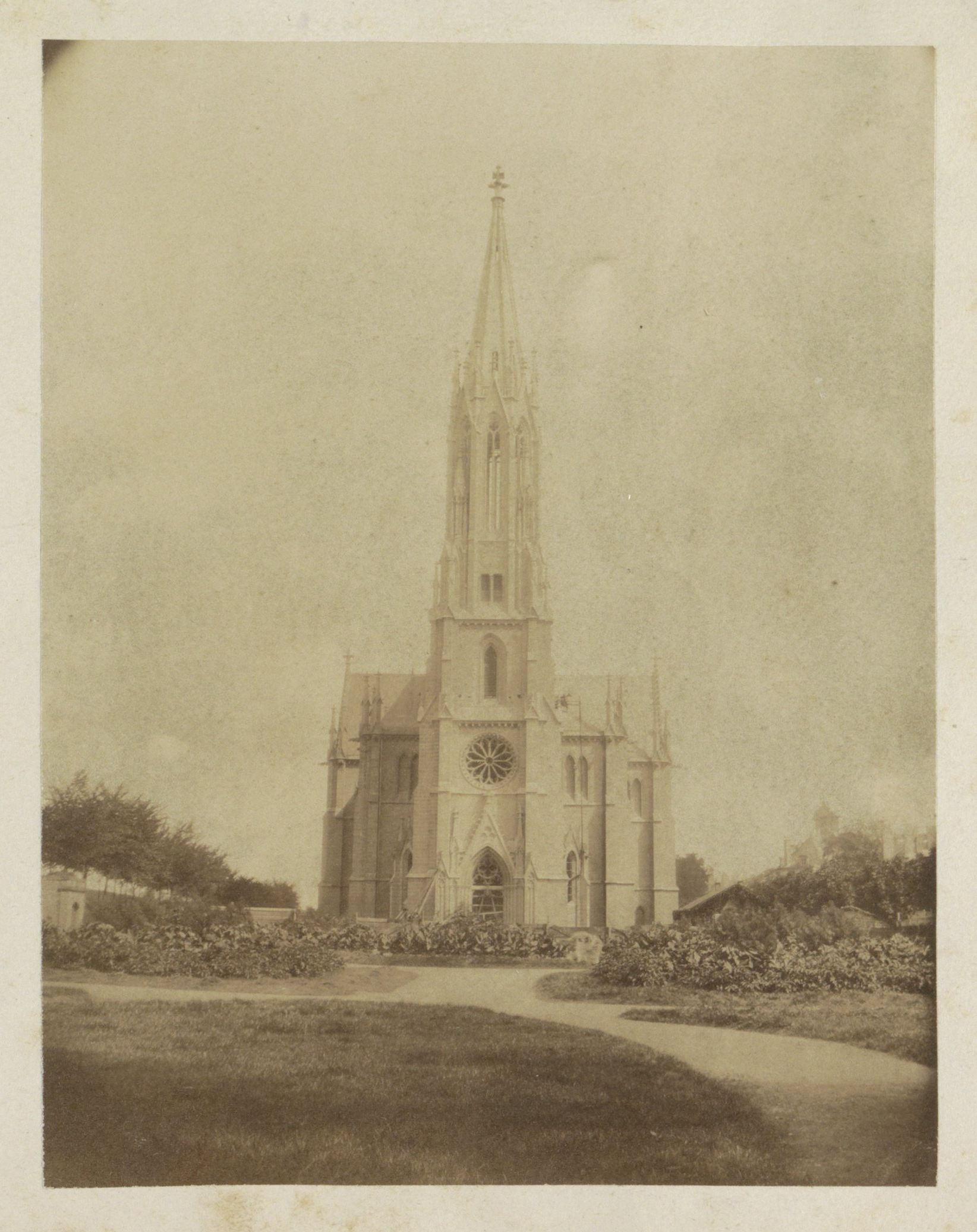
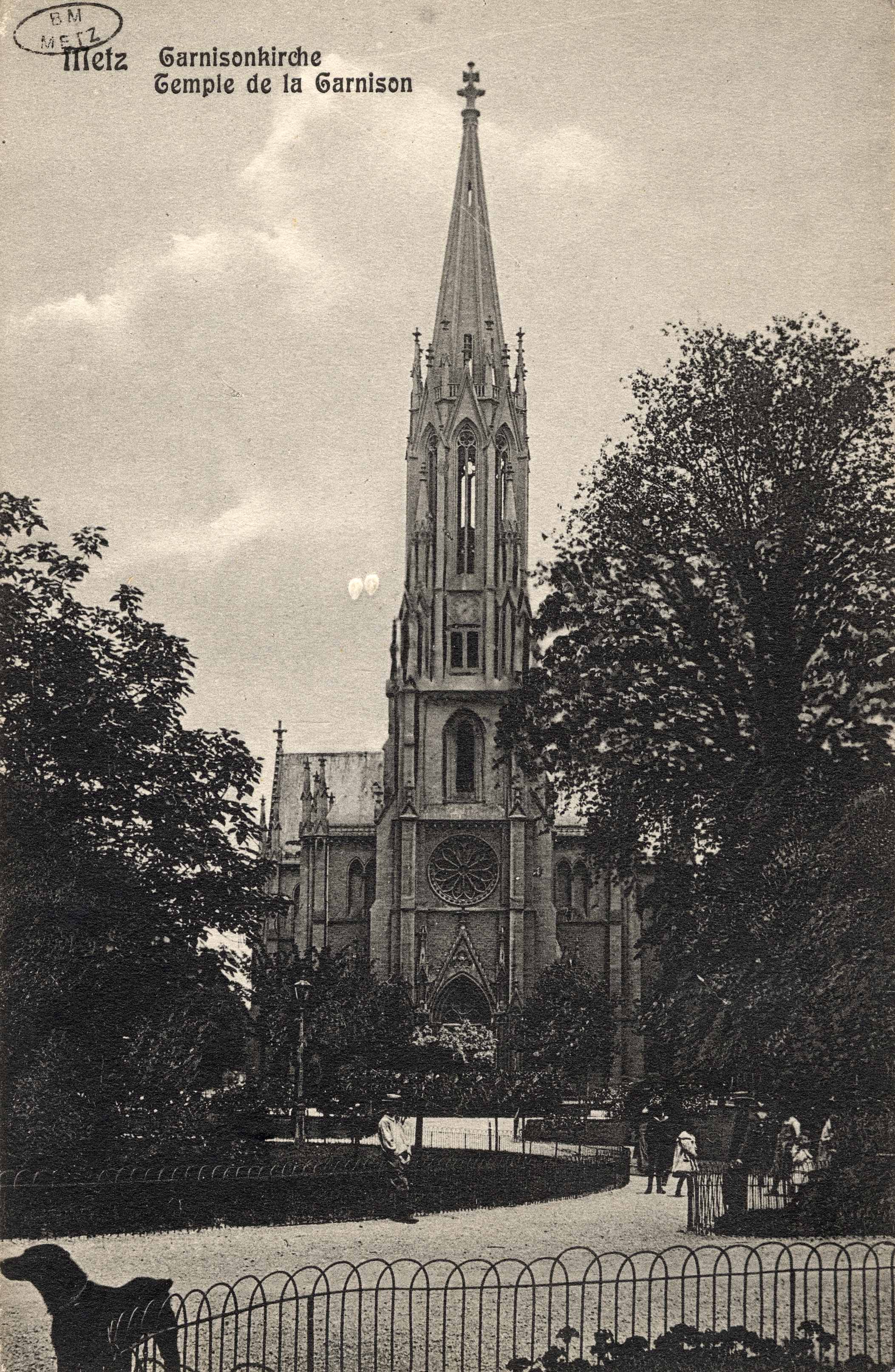
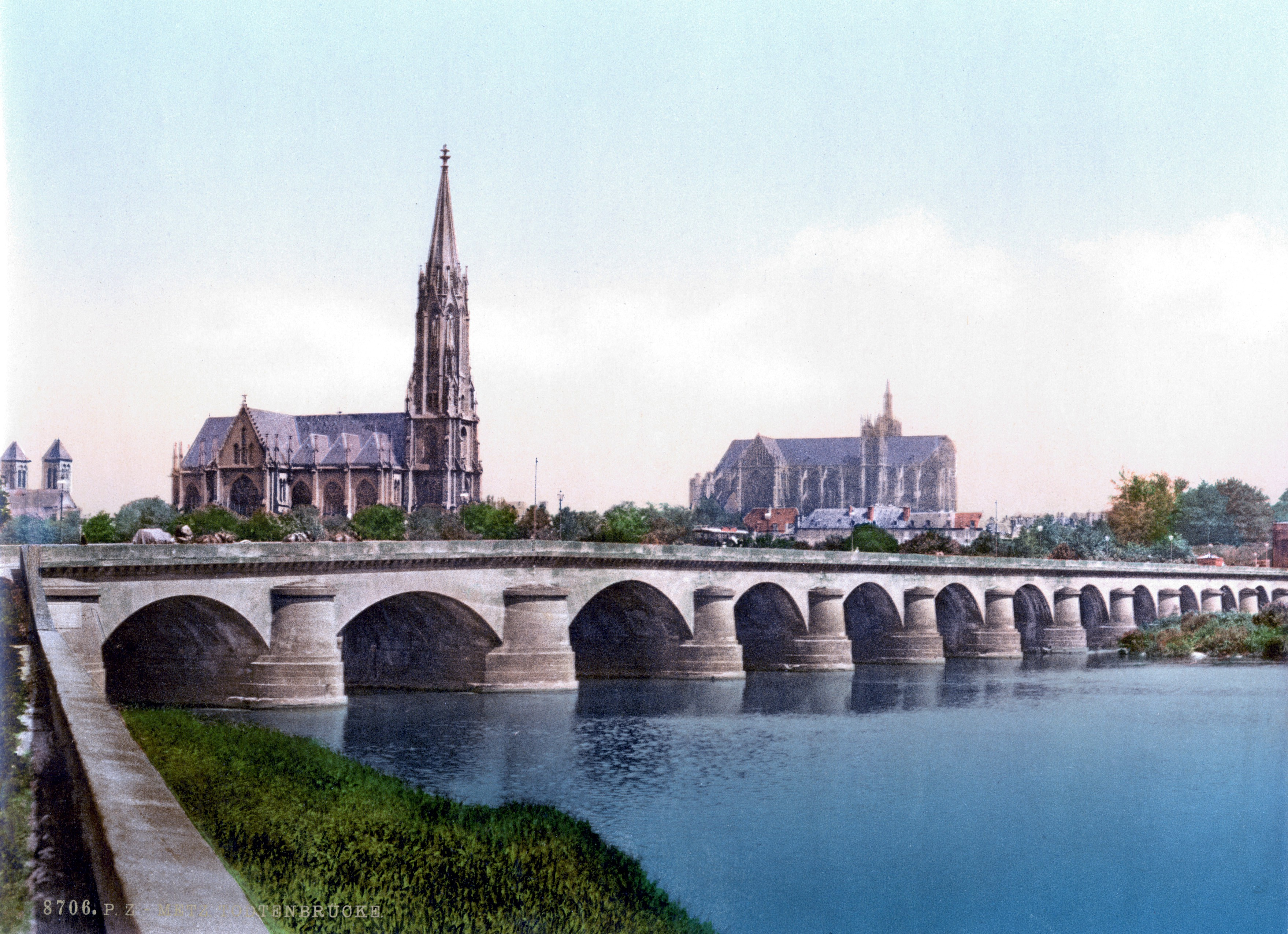
Le grand pont des Morts, la basilique Saint-Vincent, le temple de Garnison et la cathédrale Saint-Étienne, début du XXe siècle.
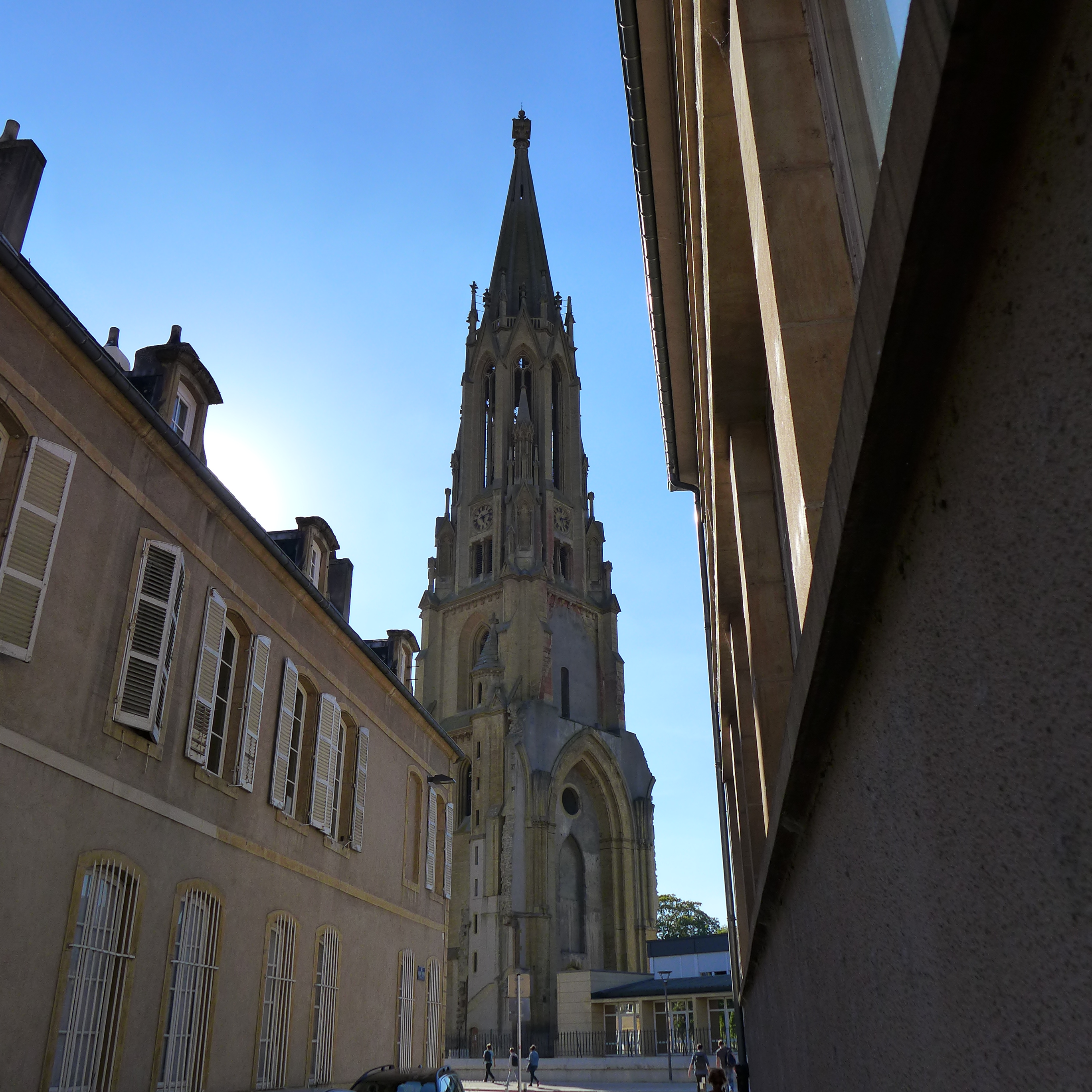
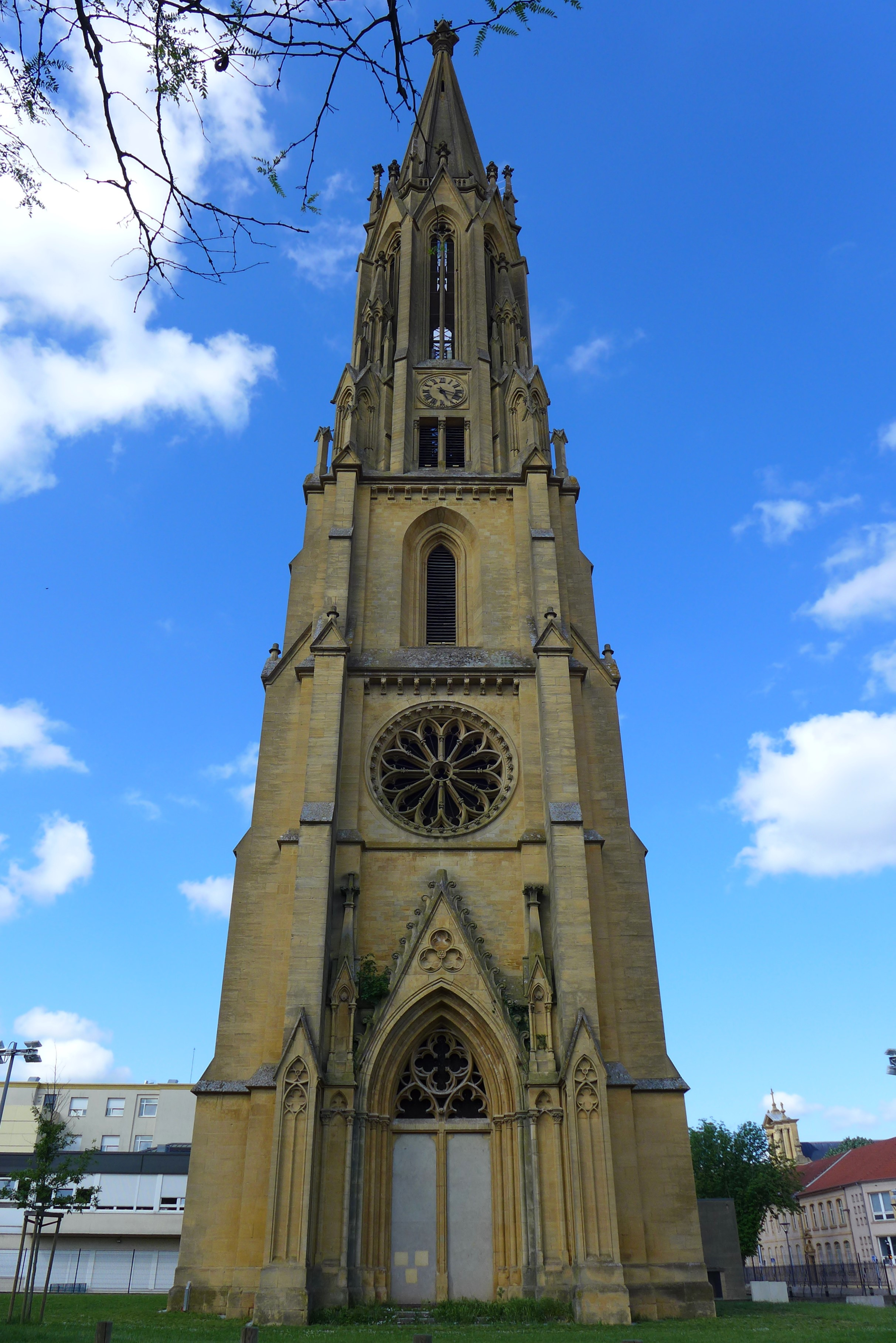